# Сквер имени Сабира
Сквер и́мени Саби́ра (азерб. Sabir bağı) — один из скверов города Баку, столицы Азербайджана. Расположен в Сабаилском районе города. Носит имя азербайджанского поэта-сатирика Мирзы Алекпера Сабира. С южной стороны сквер ограничен крепостной стеной старой части города — крепости Ичери-шехер, с северной стороны — улицей Истиглалият, с восточной — зданием Конституционного суда, с западной — зданием президиума Академии наук Азербайджана, более известном как Исмаилия. В сквере также стоит памятник поэту.

## История
Сквер был разбит в 1922 году по проекту архитектора Г. Алескерова на месте типографии «Каспий» и положил начало озеленению этого участка города.

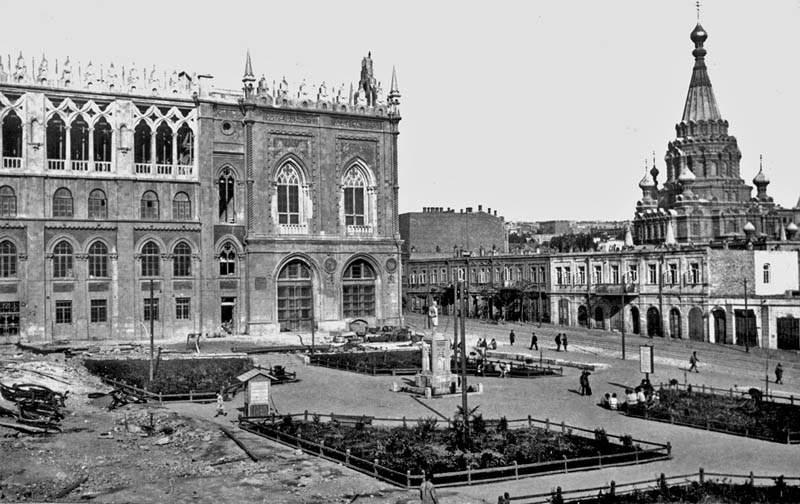
Вид на сквер в 1924 году. Слева — здание Исмаилия, справа — Александро-Невский собор

Формирование сквера проходило поэтапно. В том же 1922 году в сквере вблизи от средневековой стены был установлен памятник Сабиру (скульптор Яков Кейлихис, архитектор Я. Сырищев). В 1950-е годы сквер значительно расширился и территория его была дополнительно благоустроена и озеленена. Новая структура озеленения, а также вид, который открылся на крепостную стену, усилили архитектурно-художественный облик всего пространства. В связи с этим возникла необходимость в создании нового памятника поэту, который и был установлен в 1958 году (скульптор Джалал Карягды, архитекторы Г. Ализаде и Э. Исмайлов) в центре планировочной композиции сквера.
Исторические памятники архитектуры, находящиеся в окружении сквера, также являются немаловажным компонентом. Достижению характерного архитектурно-ландшафтного образа сквера способствовали и проведённые по озеленению и благоустройству реконструктивные мероприятия.